# مسترا
مسترا (نام علمی: Mestra) نام یک سرده از خانواده فرچه‌پایان است.